# 97式魚雷
97式魚雷（きゅうななしきぎょらい）は、技術研究本部が開発した短魚雷。開発時名称はG-RX4。海上自衛隊のみが装備している。製造は三菱重工業。

## 概要

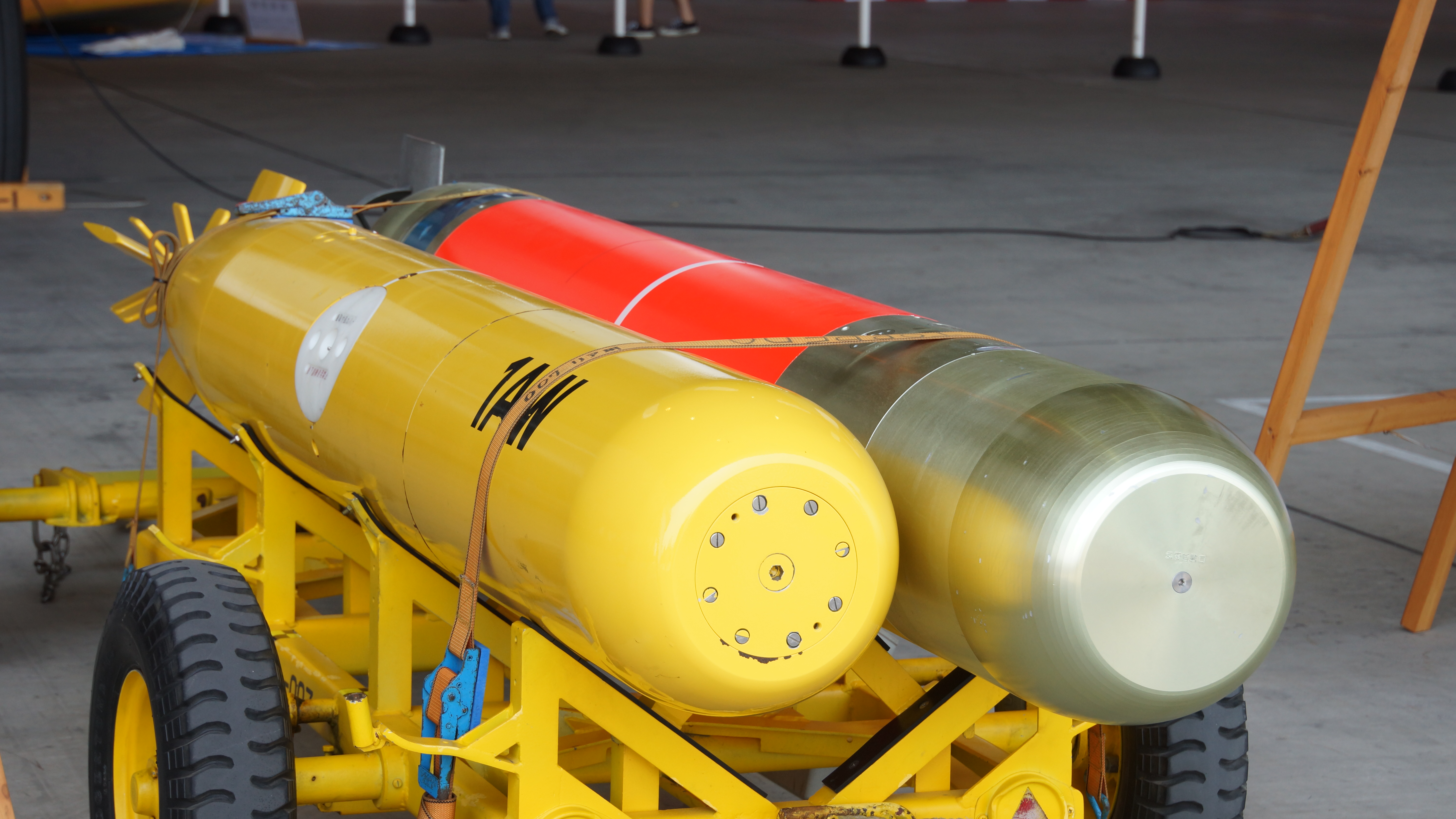
Mk.46（左）と97式魚雷（ダミー）の比較。

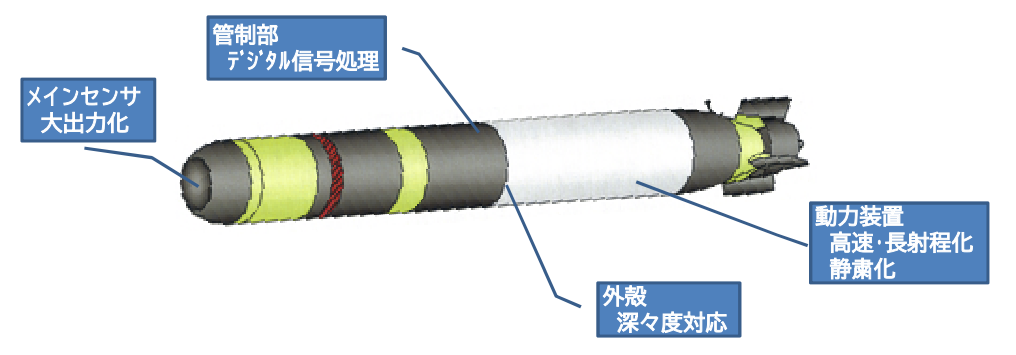
97式魚雷の構造

1973年（昭和48年）度から1984年（昭和59年）度にかけて、防衛庁（当時）技術研究本部第5研究所では、次世代の対潜短魚雷としてG-RX3の試作を行なっていた。しかし1981年（昭和56年）度よりアメリカ製Mk.46のライセンス生産が開始されたことに伴い、G-RX3そのものの装備化は見送られた。
その後、冷戦末期において、ソ連の原子力潜水艦はアルファ型などでは深々度性能や速力が向上したため、それらに対応する十分な深々度性能・速力を持つ新魚雷の必要性が認識され、G-RX3の成果を発展させたG-RX4として開発されたのが本魚雷である。
主機関としては、リチウムと六フッ化硫黄の反応熱を利用した閉サイクル蒸気タービン機関を採用した。このシステムは、熱発生に伴う排気が不要であり、深海性能の向上に適している。推進器としては、日本の魚雷としては初めて1軸のポンプジェット式が採用された。また、潜水艦の複殻式船殻に対応するため、やはり日本の魚雷としては初めて成形炸薬弾頭を採用している。ソナーも広帯域化されているほか、音響信号はデジタル処理され、目標識別システムはプログラマブルとなっている。プログラミング言語としてはAdaが採用された。
1985年（昭和60年）度より研究試作に着手、1989年（平成元年）度より本格開発に移行した。1994年（平成6年）度には「いそしお」を実艦標的として実爆性能を確認する技術試験を行なうなど、1996年（平成8年）度まで実用試験を行い、1997年（平成9年）10月に制式化された。ひゅうが型以降の護衛艦の68式3連装短魚雷発射管HOS-303、07式垂直発射魚雷投射ロケットに搭載されるほか、SH-60K哨戒ヘリコプターと攻撃指揮装置を改修した一部のP-3C哨戒機にも搭載される。
なお、本型の技術をもとに誘導部を中心に機材を更新し沿海・浅海域での交戦能力を強化した12式魚雷（G-RX5）が開発され、2012年（平成24年）に部隊使用承認を受けている。12式と97式との部品共用度は約38％であり、廃棄処分される97式の一部部品再利用も検討されている。

## 登場作品
『日本国召喚』
護衛艦「たかなみ」の搭載兵器として登場。第5巻にて、グラ・バルカス帝国軍潜水艦への攻撃に使用される。
『ルーントルーパーズ 自衛隊漂流戦記』
異世界へ飛ばされた架空のイージス護衛艦「いぶき」の搭載兵器として登場。第2巻にて、同魚雷2発が邪龍レヴィアタンに対して使用される。